# Cretaceous Dawn
Cretaceous Dawn („Křídový úsvit“) je kniha sourozenecké dvojice vědců Lisy a Michaela Grazianových z roku 2008. Lisa Graziano je oceánografka, zatímco její bratr Michael je uznávaným neurologem. Oba jsou také úspěšnými autory literárních děl. Kniha Cretaceous Dawn vyšla v americkém nakladatelství Leapfrog Press a zatím nebyla vydána v českém překladu. Obsahuje 304 stran, její formát je 9 x 6 anglosaských palců a po vydání obdržela od amerických recenzentů převážně pozitivní recenze.

## Děj knihy
Děj se odehrává ve dvou časových rovinách, jednak v současnosti a jednak v dávné minulosti na konci křídového období. Vše začíná pokusy v univerzitní laboratoři gravitonové fyziky, kde se náhle začnou objevovat brouci a rostliny, přenesené odkudsi z dávné minulosti. Ke konzultaci je potom dvojicí fyziků přizván paleontolog Julian Whitney. K nechtěné "translokaci" dojde následně ve chvíli, kdy se v laboratorním zařízení nacházejí lidé a čtyři z nich spolu se psem a přeříznutým torzem mrtvého muže jsou přeneseni do minulosti vzdálené 65 milionů let. Paleontolog Julian Whitney s doktorem fyziky Shankerem, japonsko-americkou fyzičkou Yariko Miyakarovou a psem Hildou pak musí urazit celých 1000 mil (asi 1600 km) pravěkou divočinou v rámci ekosystémů souvrství Hell Creek, aby měli šanci na záchranu a přenesení zpět do současnosti. Přitom se setkávají s často velmi nebezpečnou místní faunou, a to včetně dinosaurů rodu Triceratops, Troodon, Edmontosaurus, Ankylosaurus nebo Tyrannosaurus. Nesetkají se tu ale pouze s dinosaury, nýbrž i se záhadným člověkem Carlem, který zde žije a pracuje na své malé "farmě", kde pěstuje rostliny a chová mírumilovné dinosaury jako dobytek. Whitney a dvojice fyziků se při nešťastné události rozdělí a paleontolog potom sám spolu s Carlem směřuje ke vzdáleným horám na západě. V patách jim jde i obří tyranosauří samice Corla, která je zvyklá dostávat od Carla příděly masa. Trojice cestovatelů časem se nakonec opět setká, ale Carl je při noční bouřce zabit Corlou, když se snaží chránit ostatní. Je pohřben v jeskyních, kde leží i jeho předkové. Trojice lidí ze současnosti ke svému úžasu zjišťuje, že Carl byl nejspíš jejich potomkem ve třetí nebo čtvrté generaci, protože při přenosu časem bylo jejich vlastní já přeneseno i do mírně vzdálenější minulosti (zhruba o sto let). Návrat do budoucnosti jim umožní výskyt ve správný čas na tom správném místě - zpět se ale přenesou jen Whitney s Miyakarovou, doktor Shanker s bolavou nohou nestihne doběhnout k perimetru přenosu včas. Spolu se svým vlčákem Hildou tak musí zůstat v druhohorách až do smrti.

## Podobná díla
Podobnými literárními díly jsou například román Červený raptor amerického paleontologa Roberta T. Bakkera z roku 1995 (česky vyšlo roku 2000) nebo česká kniha Poslední dny dinosaurů popularizátora vědy Vladimíra Sochy z roku 2016. Kniha částečně vycházela z odkazu románu Jurský park.